# Denis Alibec
Denis Alibec (ur. 5 stycznia 1991 w Mangalii) – rumuński piłkarz występujący na pozycji pomocnika lub napastnika w Farul Konstanca.
Wcześniej reprezentował barwy Callatis Mangalia, Steauy Bukareszt i Farul Konstanca. Ma za sobą także występy w młodzieżowych reprezentacjach Rumunii do lat 17, do lat 19 i do lat 21.
26 sierpnia 2011 roku oficjalna witryna Interu Mediolan poinformowała o rocznym wypożyczeniu zawodnika do belgijskiego KV Mechelen. Był też wypożyczany do Viitorulu Konstanca i Bologny. W 2017 roku został zawodnikiem Steauy.

## Sukcesy

### Klubowe
Inter Mediolan
- Superpuchar Włoch: 2010
- Klubowe Mistrzostwo Świata: 2010

Astra Giurgiu
- Mistrzostwo Rumunii: 2015/16
- Puchar Rumunii: 2013/14
- Superpucharu Rumunii: 2014